# Classe Invincible (porta-aviões)
A classe Invincible é uma classe de porta-aviões ligeiros que servem a Marinha Real Britânica. O líder da classe, o Invincible, e o último, o Ark Royal, foram descomissionados. Em 2014, o Illustrious foi aposentado também. A Classe Invincible foi então substituída pela Queen Elizabeth.